# Mausoleo di Ferdinando II (Graz)

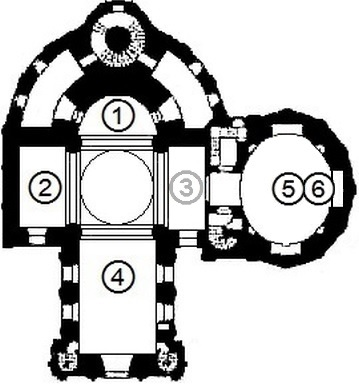
Pianta del Mausoleo dell'Imperatore Ferdinando II in Graz: 1 –Altare di santa Caterina; 2 – Altare di Maria; 3 –Tomba santa; 4 – Navata della chiesa di santa Caterina con affreschi; 5 –Cappella mortuaria con cripta.

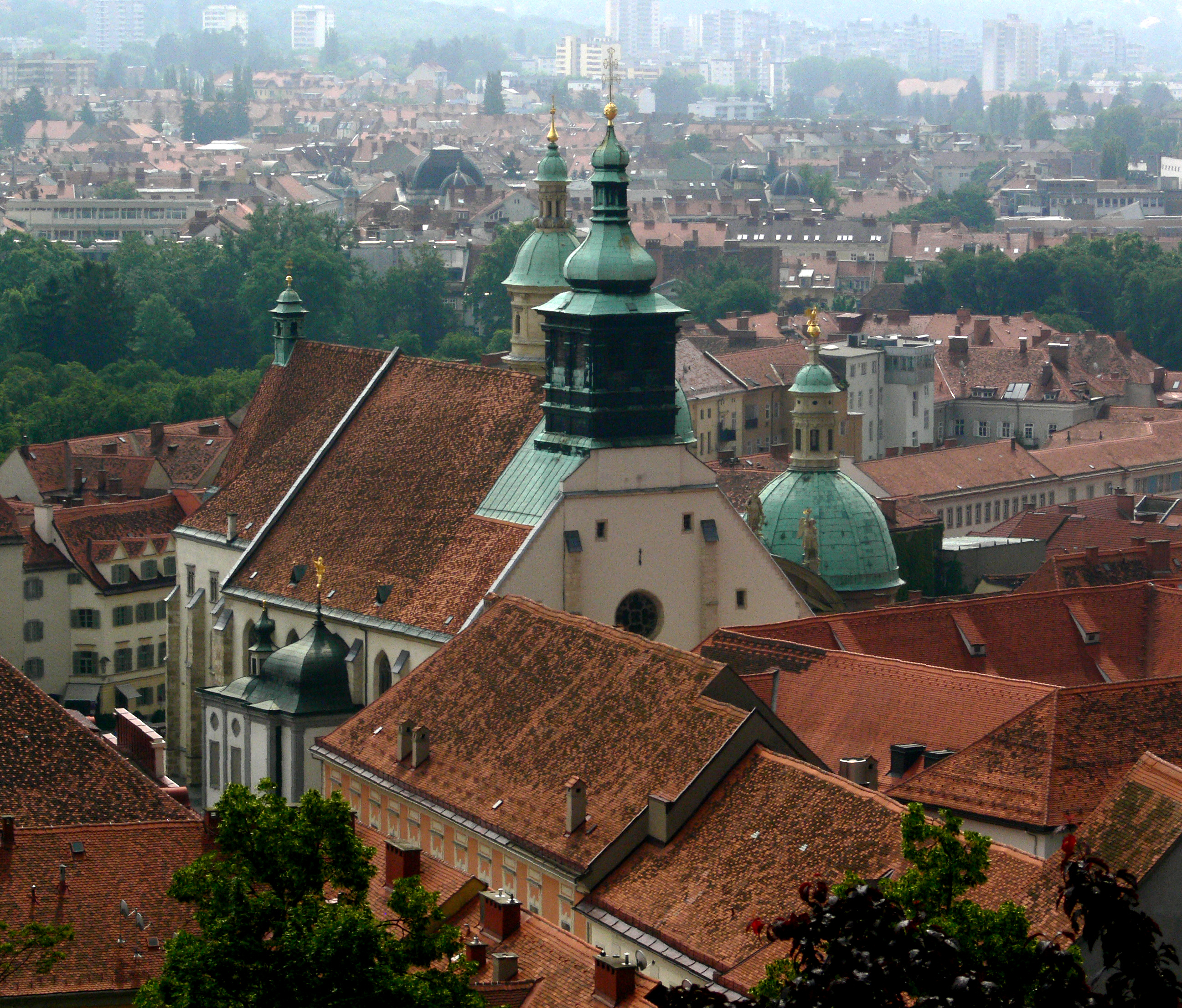
Veduta dallo Schloßberg: al centro il Duomo di Graz, sullo sfondo le Torri della chiesa di santa Caterina e la cappella mortuaria

Il Mausoleo dell'Imperatore Ferdinando II, vicino al duomo di Graz, è un monumentale edificio sacro e rappresentativo del XVII secolo, costituito da due diversi fabbricati collegati.

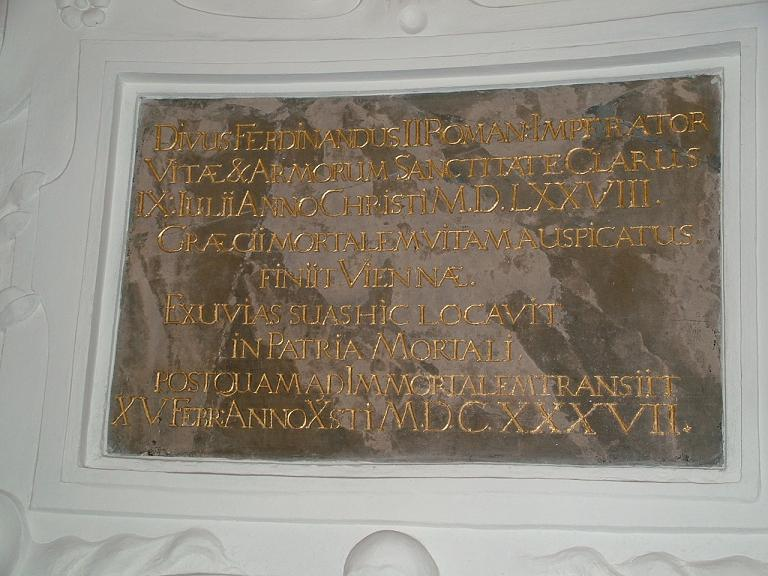
Tomba a parete dell'imperatore Ferdinando II

Il complesso, iniziato nel 1614 e terminato dopo lunghe interruzioni nella costruzione, nel 1714, consiste nella chiesa di Santa Caterina d'Alessandria e nell'annessa cappella mortuaria dell'Imperatore Ferdinando II e della sua famiglia. Insieme formano uno dei principali monumenti manieristi dell'Austria, al tempo del passaggio dal rinascimento al barocco.

## Storia della costruzione

### Origine
Ferdinando II incaricò nel 1614 il suo artista di corte, il lodigiano Giovanni Pietro de Pomis di progettare e realizzare questo monumentale sepolcro, che fu terminato nel 1636.
Ferdinando II si era deciso a costruire una degna tomba vicino al duomo di Graz, sull'area dell'ex cimitero.
Come luogo della costruzione fu scelto quello della cappella mortuaria romanica con ossario già esistente dal 1265 e dedicata a santa Caterina d'Alessandria. Giovanni Pietro de Pomis fu incaricato come pittore, architetto e capomastro del progetto e della costruzione. 

### Concezione
Come complesso furono collegati due diversi edifici sacri già in pianta: uno, destinato a una chiesa dedicata a santa Caterina di Alessandria e uno a sud dell'ovale fabbricato centrale come cappella mortuaria dell'Imperatore Ferdinando II e della sua famiglia.
A est, intorno all'abside, vi è un'armatura intorno alla sacrestia e all'abitazione del sacrestano, che sono coronate da due snelle torri.
La concezione dell'impianto mostra le intenzioni di rappresentazioni dinastiche e religiose del committente, Ferdinando II:
- La pianta a croce della chiesa di santa Caterina richiama la fede cristiana, la forma ovale della cappella mortuaria è un simbolo della Risurrezione.[2]
- Il coronamento della cupola della chiesa di santa Caterina e la cappella mortuaria in forma di scettro e aquila imperiale con spada imperiale e globo imperiale simbolizzano la Casa d'Asburgo e la loro rivendicazione del potere nel Sacro Romano Impero.[2]
- Con la chiesa di santa Caterina il patrocinio di santa Caterina d'Alessandria non proviene solo da un precedente edificio medievale, bensì è inserita anche nel contesto con l'Università di Graz, fondata nel 1585 dall'arciduca Carlo II (il padre di Ferdinando II) e condotta dalla Compagnia di Gesù, la quale Università si trova sotto il patrocinio di santa Caterina di Alessandria, in quanto patrona delle Scienze.[2]
- Le statue in arenaria sulla facciata ovest, che rappresentano santa Caterina fiancheggiata da due angeli e con loro due persone convertite alla fede e le tavole di rame dipinte nelle nicchie con rappresentazioni sulla vita della santa, non riguardano solo uno dei titoli della chiesa e il relativo programma dell'Università, bensì mostrano anche un aspetto della Controriforma con la conversione alla fede cristiana di Porfirio e Faustina.[2]

### Sviluppo della costruzione
L'edificio, eretto sotto la direzione di Giovanni Pietro de Pomis, mostra forti influenze italiane. Così è l'ovale della pianta con la cupola ovale della cappella mortuaria, la prima di questo tipo fuori d'Italia.
Tra il 1619 e il 1620 vi furono alcune modifiche all'edificio: ristrutturazioni sulla facciata ovest con aggiunta di segmenti e un timpano triangolare, un motivo della chiesa dei Gesuiti a Roma, la Chiesa del Gesù, un innalzamento del pavimento in entrambe la navate laterali e dal 1622 i lavori del copritetto. Dopo di che Giovanni Pietro de Pomis nel 1633, prima del completamento dei lavori, morì, e i lavori furono affidati nello stesso anno a Pietro Valnegro. Nel 1636 la torre, in forma di "gracile campanile", fu terminata con la collaborazione di Antonio Pozzo, nel 1637 il tetto.
L'intero complesso fu terminato solo dopo la morte di Ferdinando II († 1637), poiché dopo questa scelta e il connesso trasferimento a Vienna i lavori subirono un arresto. La consacrazione dell'altare della cripta ebbe luogo nel 1640 e subito dopo la costruzione al rustico i lavori restarono fermi per quattro decenni e nel 1686 ebbe luogo il termine del fabbricato.
Il nipote di Ferdinando, l'Imperatore Leopoldo I incaricò nel 1687 l'allora ancor giovane, architetto del barocco, di Graz Johann Bernhard Fischer von Erlach, del completamento dell'arredamento interno e delle stuccature del Mausoleo. Nel 1714 furono consacrati la chiesa e sei altari.
Dopo la seconda guerra mondiale terminarono i restauri sia esterni che interni e le misure per la riparazione della copertura della cupola. Tra il 1960 e il 2010 il complesso funse da sepolcro dei vescovi di Graz-Seckau, prima che fosse integrato nel Duomo di Graz.

## Descrizione della costruzione

### Chiesa di santa Caterina

#### Esterno

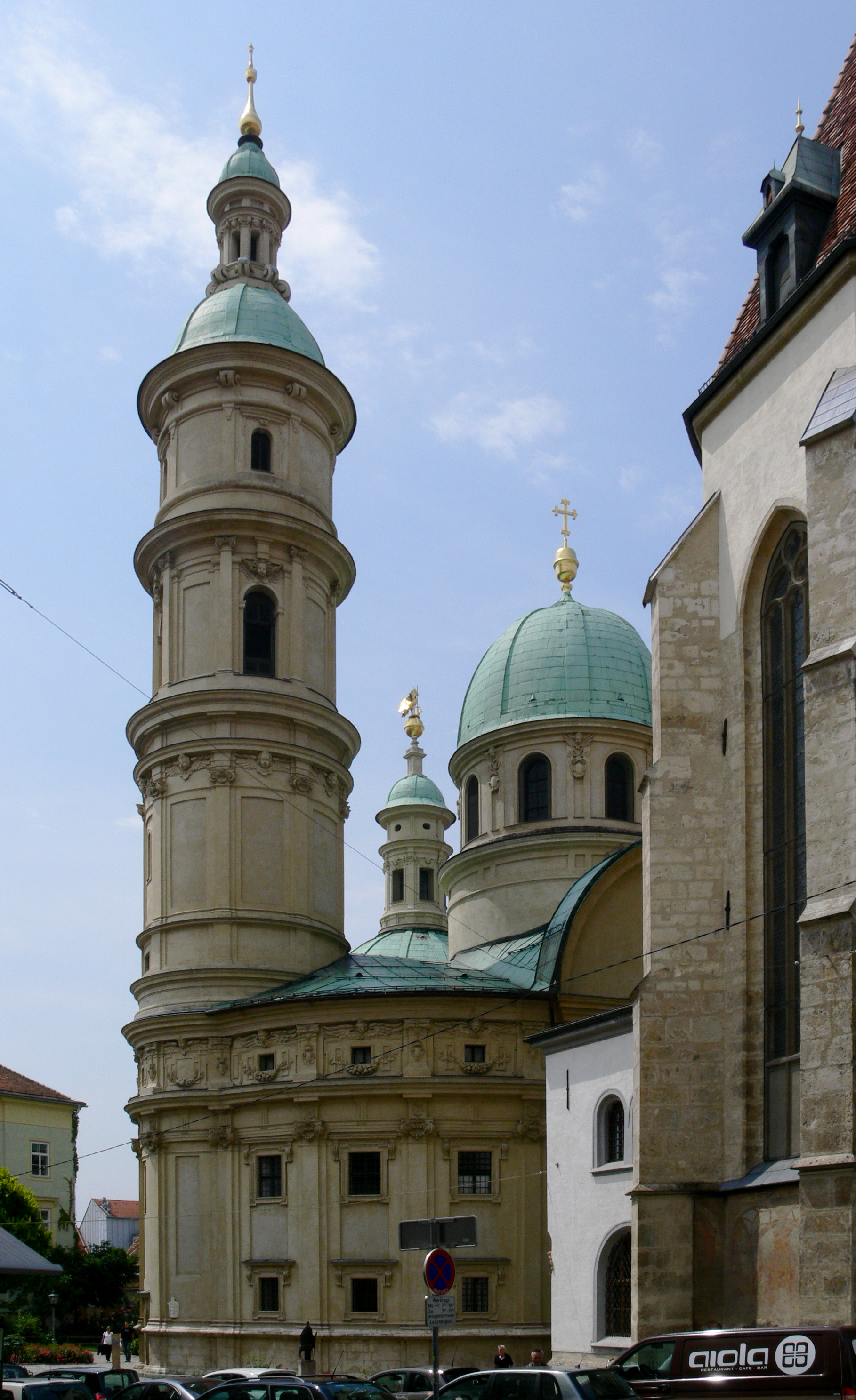
Esterno della chiesa di santa Caterina

Il corpo di fabbricato a tre piani della chiesa di santa Caterina ha una pianta a forma di croce con una cupola a tamburo sulla crociera con una croce incoronante e teste di putti e cartigli sotto il cornicione. L'abside è nel complesso edilizio una parte di spazio incluso, per esempio la sacrestia, presentato nel semicerchio.
Nella linea est sporge una torre circolare a sette piani, che è suddivisa attraverso colonne ioniche e fasce. Il progetto della lanterna è attribuito a Pietro Valnegro; il tetto a cupola è coronato da uno scettro dorato.
Sopra la zona dello zoccolo vi è un piano principale con colonne di tre quarti davanti ai pilastri; sopra il piano attico, sull'asse centrale, si trova un segmento di frontone con inscritto un timpano triangolare. Nelle nicchie laterali vi sono rappresentazioni iconografiche sulla vita di santa Caterina. Sopra il timpano vi è una statua in arenaria in grandezza oltre il naturale della Santa, accanto alla quale vi sono due angeli con la corona del martirio in mano. Le sculture furono prescritte da Sebastiano Erlacher e risalgono al periodo 1635/36. Il portale metallico rettangolare con timpano triangolare ha battenti in ferro battuto (verso il 1714). Su di esso vi è un'iscrizione dei committenti. Nella torre est spicca una torre metallica ad arco tondo.
La costruzione della chiesa è articolata in pilastri ionici collegati, sulla travatura del cornicione si vedono simboli della Santa Messa e di santa Caterina, sotto, teste di angeli del cornicione e sui pilastri dei cartigli in rilievo del piano attico.

#### Interno

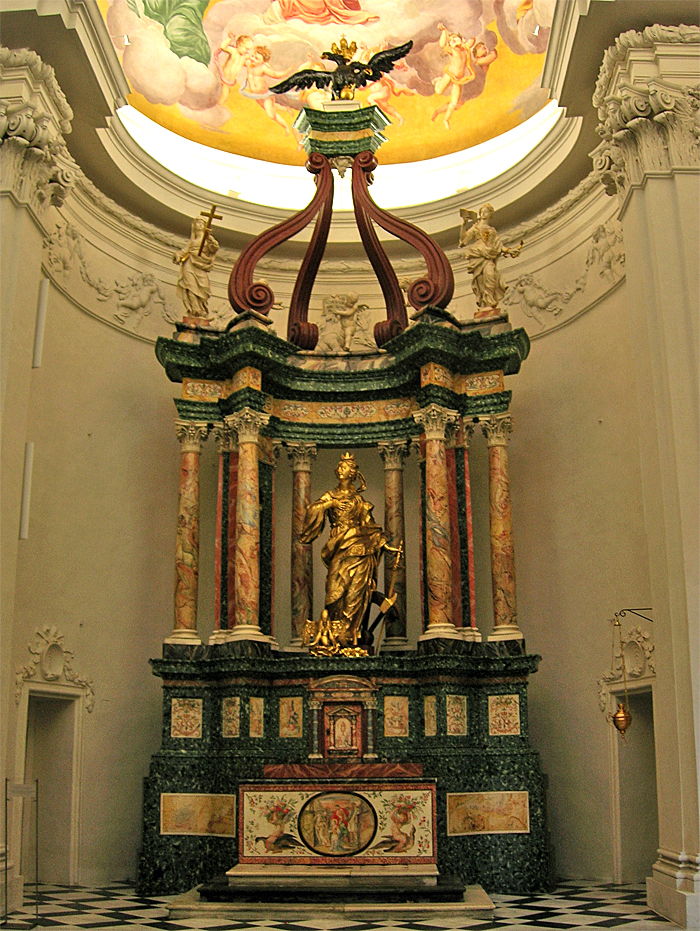
Interno della chiesa di Santa Caterina

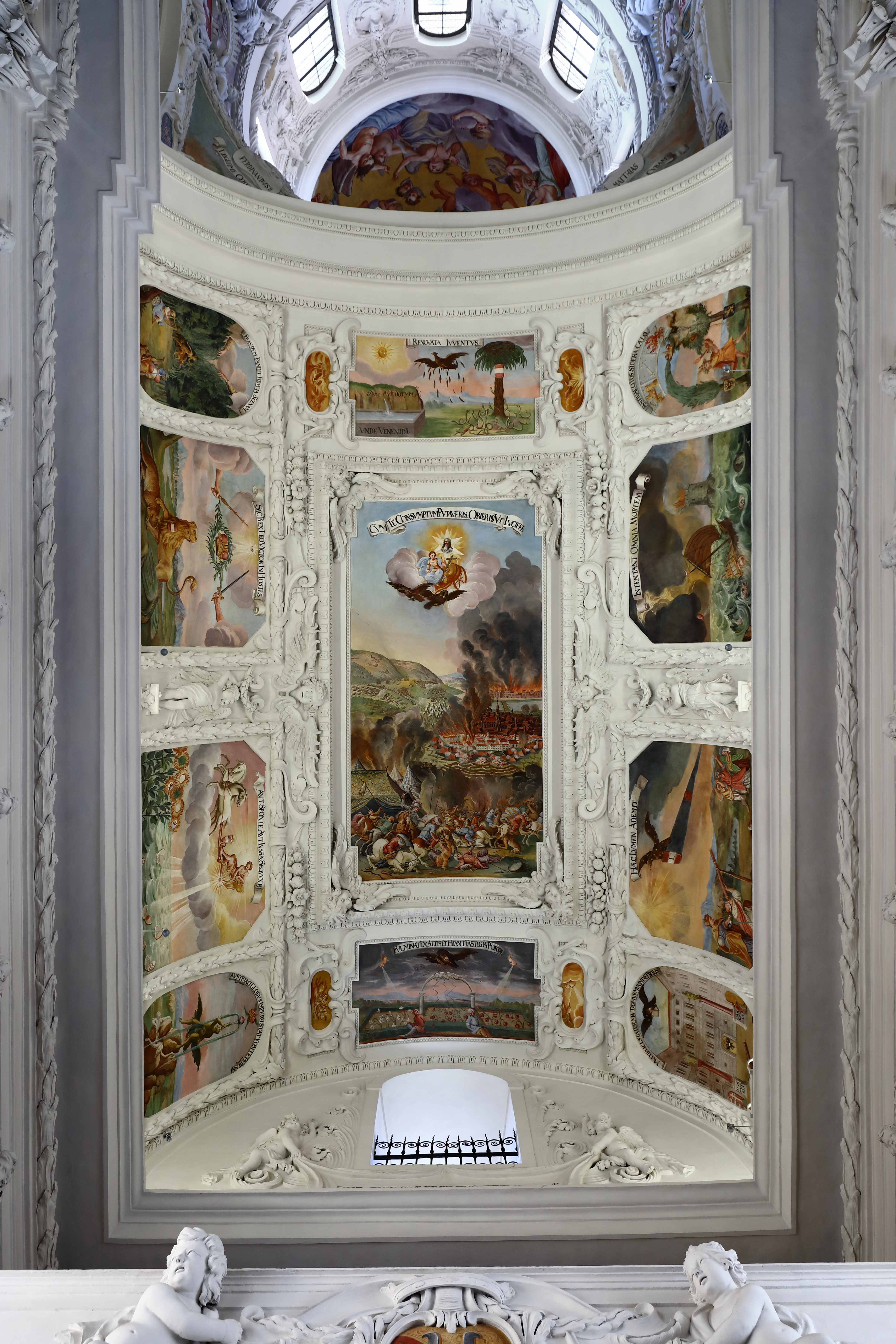
Affresco del soffitto della Chiesa di Santa Caterina

La navata unica consiste in due gioghi e una volta a botte. Anche i bracci del transetto hanno la volta a botte. Il transetto ha una cupola con tamburo, sostenuta da colonne corinzie. Il coro ha un'abside con una mezza cupola. La travatura aggetta ed è piegata ad angolo retto sui pilastri della crociera. Sia la navata che il transetto hanno finestre ad arco.
Gli apprezzabili stucchi nella chiesa di santa Caterina risalgono agli anni 1688–1689 e furono realizzati da Josef Serenio, da Girolamo Rossi e da Antonio Quadrio. I progetti per la decorazione a stucco della volta, ciascuno presentato sulla volta della crociera, sono attribuiti all'artista imperiale di corte nativo di Graz, Johann Bernhard Fischer von Erlach, che progettò anche l'altare di Santa Caterina (1687). Le sculture di quest'ultimo sono opera di Marx Schokotnigg (1697–1699); dello stesso autore sono gli angeli dell'altare di Maria (1697–1701), così come le personificazioni delle virtù cristiane nella cappella mortuaria dell'imperatore Ferdinando II. La pala dell'altare di Maria con la rappresentazione dell'Immacolata fu dipinta nel 1699 da Antonio Bellucci.
Gli affreschi contemporanei con decorazioni a stucco nella navata con l'Apoteosi del casato degli Asburgo sono presumibilmente opera di Franz Steinpichler. L'attenzione principale dell'adornamento della navata va alle famose gesta dell'imperatore Leopoldo I. Al centro di questi affreschi è rappresentata la seconda liberazione di Vienna dai Turchi. La volta della navata è suddivisa da cornici a sbarre di foglie, la volta della crociera da cartigli e decorati con putti recanti corone e busti imperiali di signori del Casato degli Asburgo.
Nel matroneo ovest vi sono al parapetto festoni di putti angelici e un cartiglio con arme affrescate della famiglia nobile dei Dietrichstein. Sulla parete ovest si osservano putti angelici con un cartiglio inscritto e datato 1689, che fanno riferimento agli imperatori Ferdinando II e Leopoldo I. Sulla parete ovest ad arco perimetrale putti angelici stendono un drappo che contiene il motto dell'imperatore Leopoldo I: consilio et industria.
Vi è poi il Santo Sepolcro (1768–1769) di Veit Königer, che con il suo insieme di quattro figure risulta uno dei più importanti Santo Sepolcro in Austria, ma si trova nel transetto destro solo dal 1967. Il Santo Sepolcro è un capolavoro di questi scultori tardobarocchi ed espone una tribuna ai cui lati vi sono le figure di Mosè, Davide, Isaia, Giona, Geremia e  Daniele. All'interno di questa tribuna si vede la salma di Cristo.

#### Cappelle mortuarie

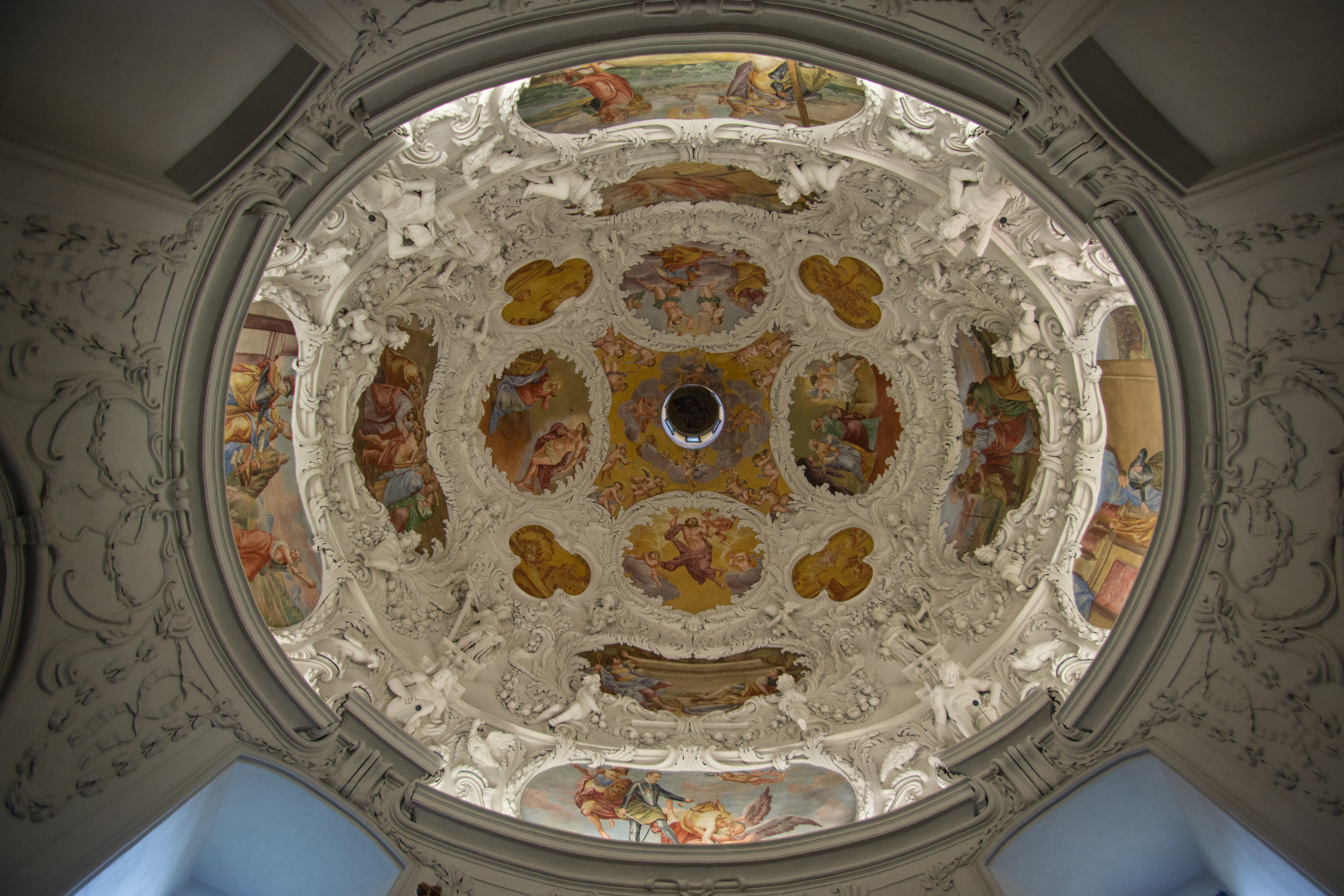
Cupola della Cappella mortuaria

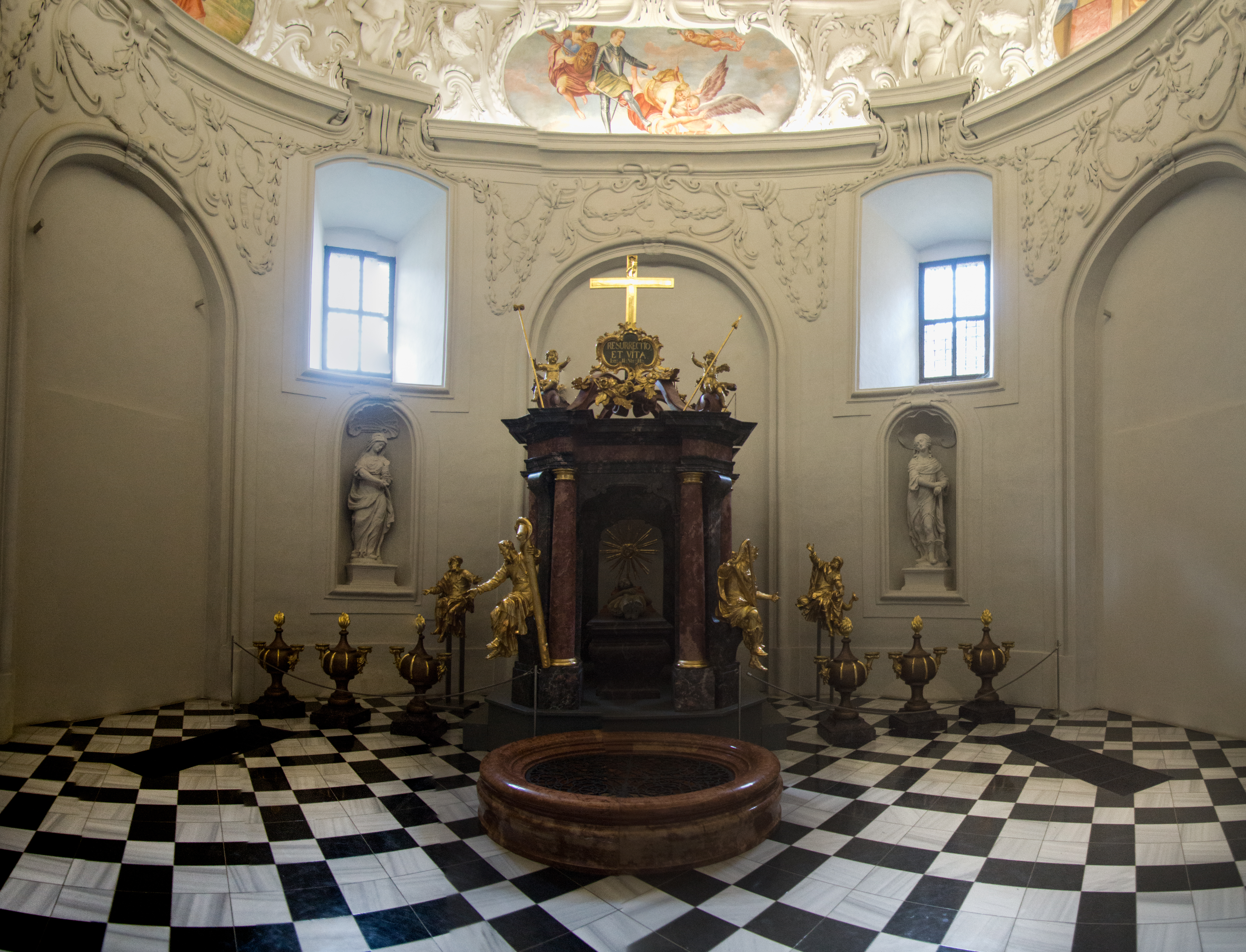
Interno della Cappella mortuaria

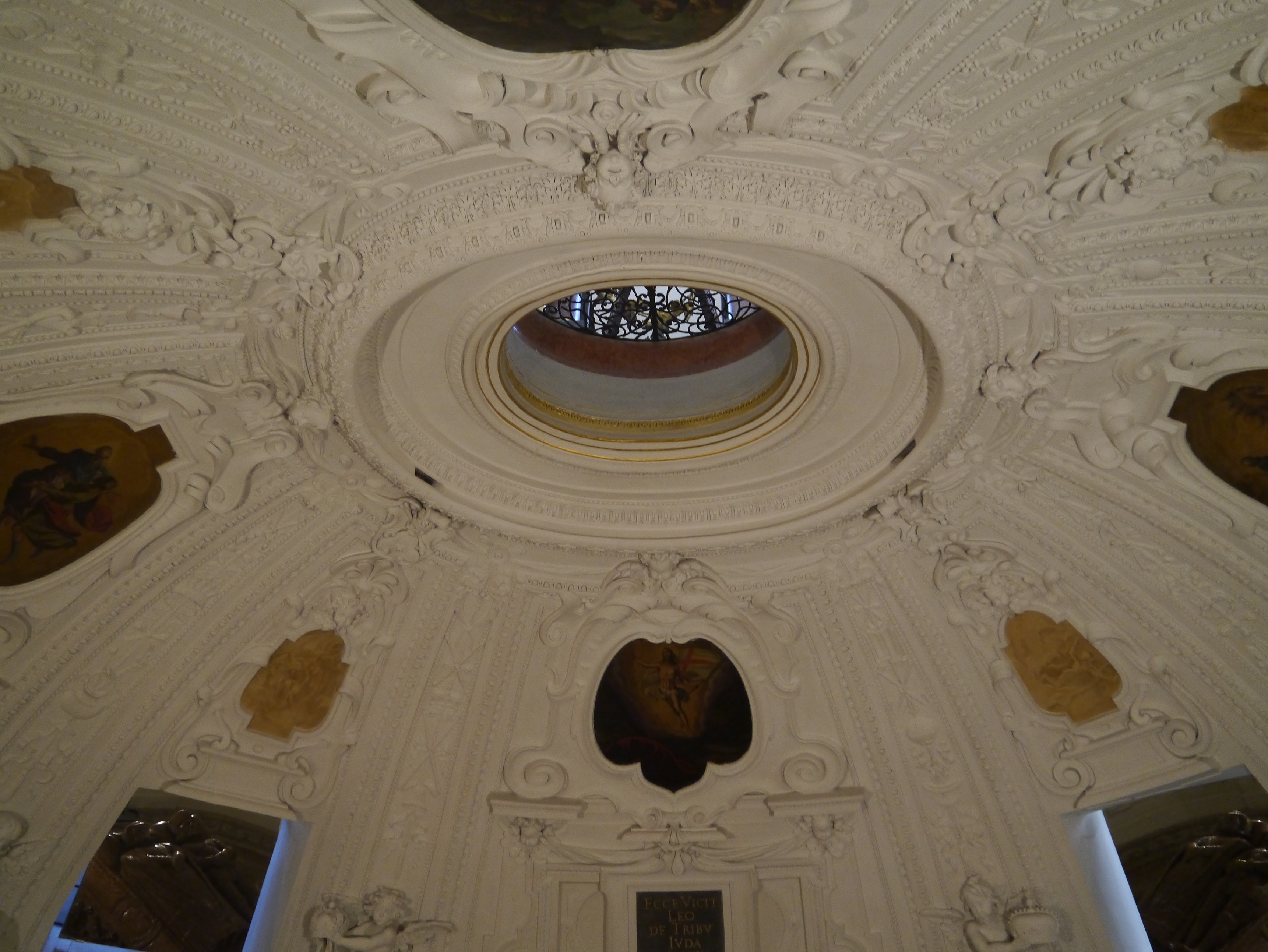
Copertura della cripta

Nel braccio sud del transetto è annessa la cappella mortuaria ovale con dietro lo spazio contenente le tombe del benefattore e della sua famiglia.
Nel 1960 la cappella mortuaria fu ristrutturata in sepolcro per i vescovi di Graz-Seckau e inserita una tavola di altare. Fino alla fine del XX secolo si trovavano nel Mausoleo di Ferdinando II le salme dei vescovi Roman Sebastian Zängerle (1771 – 1848), Leopold Schuster (1842 – 1927) e Leo Pietsch (1905 – 1981), inumate nella parete della cappella mortuaria. 
Dopo che nel Duomo di Graz la esistente cripta sotto la cappella di Maria e sotto quella della Croce fu adottata come nuovo sepolcro per i vescovi di Graz-Seckau, ebbe luogo nel 2010 la traslazione dei defunti vescovi in questa nuova cripta del Mausoleo dell'Imperatore Ferdinando II.

#### Struttura
Una cupola sovrasta l'intera cappella mortuaria. L'effettivo spazio sepolcrale per l'imperatore Ferdinando II e la sua famiglia si trova al piano sotterraneo.
Sulla corona della cupola vi sono affreschi rappresentanti le virtù cattoliche e le gesta dell'imperatore Ferdinando II come controriformatore. Essi furono dipinti verso il 1689 da Matthias Echter. Opera sua è anche l'affresco del coro con il matrimonio mistico di santa Caterina.
Le decorazioni a stucco della cupola devono essere state progettate da Johann Bernhard Fischer von Erlach. Le figure in stucco nelle nicchie mostrano personificazioni delle virtù cristiane (Fede, Speranza, Giustizia e Carità) e sono opera di Marx Schokotnigg (1695–1696).
I dipinti appesi nella cappella mortuaria: Sant'Ignazio (di Franz Wagenschön, 1766) e Maria Immacolata (di Josef Tunner, 1858) erano una volta utilizzati come pale d'altare.

#### Spazio della cripta
Gli stucchi dello spazio della cripta furono eseguiti nel 1640 da Mattia Camin. Essi furono rinnovati nel 1694 da Josef Serenio. Rappresentano le insegne della signoria e gli stemmi dei paesi governati da Ferdinando II, antichi simboli della Morte e dell'Estrema Unzione, come scene dall'Antico e dal Nuovo Testamento, che suggerivano la Risurrezione e la  Redenzione attraverso Cristo.

##### Doppio sarcofago
Il doppio sarcofago in marmo rosso, oggi situato nel centro dello spazio della cripta, fu destinato ai genitori dell'imperatore Ferdinando II. Esso proviene dall'ex convento delle Clarisse e dovrebbe essere stato costruito verso il 1608 da Sebastiano Carlone il Vecchio. Nel doppio sarcofago è inumata solo la salma dell'arciduchessa Maria Anna di Baviera; l'arciduca Carlo II d'Austria invece riposa dal 1590 nel mausoleo degli Asburgo della Basilica di Seckau. Il coperchio del doppio sarcofago mostra le scultoree figure giacenti di Carlo II e Maria Anna.

##### Tombe a parete
I sepolcri dell'imperatore Ferdinando II, della sua consorte Maria Anna di Baviera come del figlio, defunto precocemente, Giovanni Carlo (1605–1619) sono esposti nella parete e riconoscibili da una tavola scritta. La nicchia della parete con la salma dell'imperatore si trova sul lato sinistro dell'altare, direttamente sotto la nicchia con la salma del figlio precocemente defunto. La nicchia sotto quella di Maria Anna di Baviera,  sul lato destro dell'altare, è rimasta vuota. Ferdinando II morì il 15 febbraio 1637 a Vienna e nel testamento espresse la volontà di essere sepolto a Graz.

##### Cripta dei cuori
Dallo spazio della cripta della cappella mortuaria è raggiungibile la cosiddetta "Cripta dei cuori" (Herzgrüftl), nella quale si trovano ancora alcune urne con cuori. Le inumazioni di cuori degli Asburgo a Graz comprendevano una volta i cuori di Ferdinando II, della madre Maria Anna di Baviera, della seconda sorella Eleonora Gonzaga e di altri membri della famiglia arciducale. Dall'inizio del XX secolo la cripta è vuota, i vasi con il relativo contenuto furono consegnati nel 1910 alla Zecca.
Il separatamente inumato cuore e le viscere di Ferdinandos II si trovavano originariamente nella stessa urna e successivamente furono custodite nel Mausoleo. Il contenitore fu più tardi trasferito a Vienna, ove fu sistemato nel cosiddetto Convento della Regina (Königinkloster). Alla fine del XVIII secolo Giuseppe II fece traslare le viscere di Ferdinando II nella cripta ducale del Duomo di Vienna e il cuore in un nuovo contenitore nella Cappella di Loreto della Chiesa di Sant'Agostino a Vienna.

## Importanza
Nel complesso del centro città di Graz vi era il più importante edificio di rappresentanza della corte imperiale a Graz e della sua politica della Controriforma. Esso costituisce con il vicino Duomo, il Grazer Burg e l'antica università (Università dei gesuiti), il complesso "Corona della città di Graz" (Grazer Stadtkrone).
Dietro i tre mausolei dello Steiermark dei tempi della Controriforma (Mausoleo di Carlo II nella Basilica di Sekau, Mausoleo per Ruprecht von Eggenberg in Ehrenhausen e il Mausoleo dell'imperatore Ferdinando II) assume il Mausoleo di Graz come edificio di rango europeo una posizione ultra regionale.
Esso è considerato il più significativo edificio manierista dell'Austria della prima metà del XVII secolo ed è il più grande Mausoleo degli Asburgo. Insieme al Duomo di Graz l'edificio caratterizza, con le sue visibili cupole e torri, il profilo della città.